# Thelypteris tomentosa
Thelypteris tomentosa là một loài thực vật có mạch trong họ Thelypteridaceae. Loài này được (Thouars) Tardieu miêu tả khoa học đầu tiên năm 1955.